# امبواساری، مورامانگا
امبواساری، مورامانگا (به لاتین: Amboasary, Moramanga) یک سکونتگاه مسکونی در ماداگاسکار است که در آلائوترا-مانگورو واقع شده‌است.

## خصوصیات
امبواساری ۱۲٬۰۰۰ نفر جمعیت دارد و ۹۰۷ متر بالاتر از سطح دریا واقع شده‌است.